# Reprezentacja Bułgarii na Mistrzostwach Świata w Narciarstwie Klasycznym 2009
Reprezentacja Bułgarii na Mistrzostwach Świata w Narciarstwie Klasycznym 2009 liczyła 6 sportowców. Najlepszym wynikiem było 42. miejsce (Veselin Tzinzov) w biegu mężczyzn na 50 km.

## Medale

### Złote medale
Brak

### Srebrne medale
Brak

### Brązowe medale
Brak

## Wyniki

### Biegi narciarskie mężczyzn
Sprint
- Veselin Tzinzov - 56. miejsce (odpadł w kwalifikacjach)
- Lyuben Velichkov - 90. miejsce (odpadł w kwalifikacjach)
- Ivan Burgov - 94. miejsce (odpadł w kwalifikacjach)

Bieg na 15 km
- Veselin Tzinzov - 53. miejsce
- Ivan Burgov - 72. miejsce

Bieg na 30 km
- Veselin Tzinzov - nie ukończył

Bieg na 50 km
- Veselin Tzinzov - 42. miejsce

### Biegi narciarskie kobiet
Sprint
- Teodora Malcheva - 68. miejsce (odpadła w kwalifikacjach)
- Antonia Grigorova - 75. miejsce (odpadła w kwalifikacjach)

Bieg na 10 km
- Antonia Grigorova - 67. miejsce

Bieg na 15 km
- Antonia Grigorova - 62. miejsce

Bieg na 30 km
- Antonia Grigorova - 54. miejsce

### Skoki narciarskie mężczyzn
Normalna skocznia indywidualnie HS 100
- Władimir Zografski - 43. miejsce